# Giampiero Pastore
Pour les articles homonymes, voir Pastore.
Giampiero Pastore (né le 7 mai 1976 à Salerne, en Campanie) est un escrimeur italien, pratiquant le sabre. Il a remporté la médaille de bronze aux Jeux olympiques de Pékin en 2008 avec l’équipe italienne de sabre masculin.

## Biographie
Giampiero Pastore est officier de l’ordre du mérite de la République italienne (OMRI)

## Palmarès
- Jeux olympiques d'été
  -  Médaille d'argent par équipes aux Jeux Olympiques de 2004 à Athènes,  Grèce
  -  Médaille de bronze par équipes aux Jeux Olympiques de 2008 à Pékin,  Chine

- Championnats du monde
  -  Médaille d'argent par équipes aux championnats du monde d'escrime 2009 à Antalya
  -  Médaille d'argent par équipes aux championnats du monde d'escrime 2002 à Lisbonne
  -  Médaille de bronze par équipes aux championnats du monde d'escrime 2011 à Catane

- Championnats d'Europe
  -  Médaille d’argent par équipes aux Championnats d'Europe d'escrime 1998 à Plovdiv
  -  Médaille d’argent par équipes aux Championnats d'Europe d'escrime 2002 à Moscou
  -  Médaille d’argent par équipes aux Championnats d'Europe d'escrime 2003 à Bourges
  -  Médaille de bronze par équipes aux Championnats d'Europe d'escrime 1999 à Bolzano

- Championnats d'Italie
  -  Champion d'Italie au sabre individuel en 2002
  -  Champion d'Italie au sabre par équipes en 1995 à 2000
  -  Champion d'Italie au sabre par équipes en 2002
  -  Champion d'Italie au sabre par équipes en 2003
  -  Vice-champion d'Italie au sabre par équipes en 2001
- Autres
  - Vainqueur des Universiades au sabre par équipe en 1997